# Dalbergie

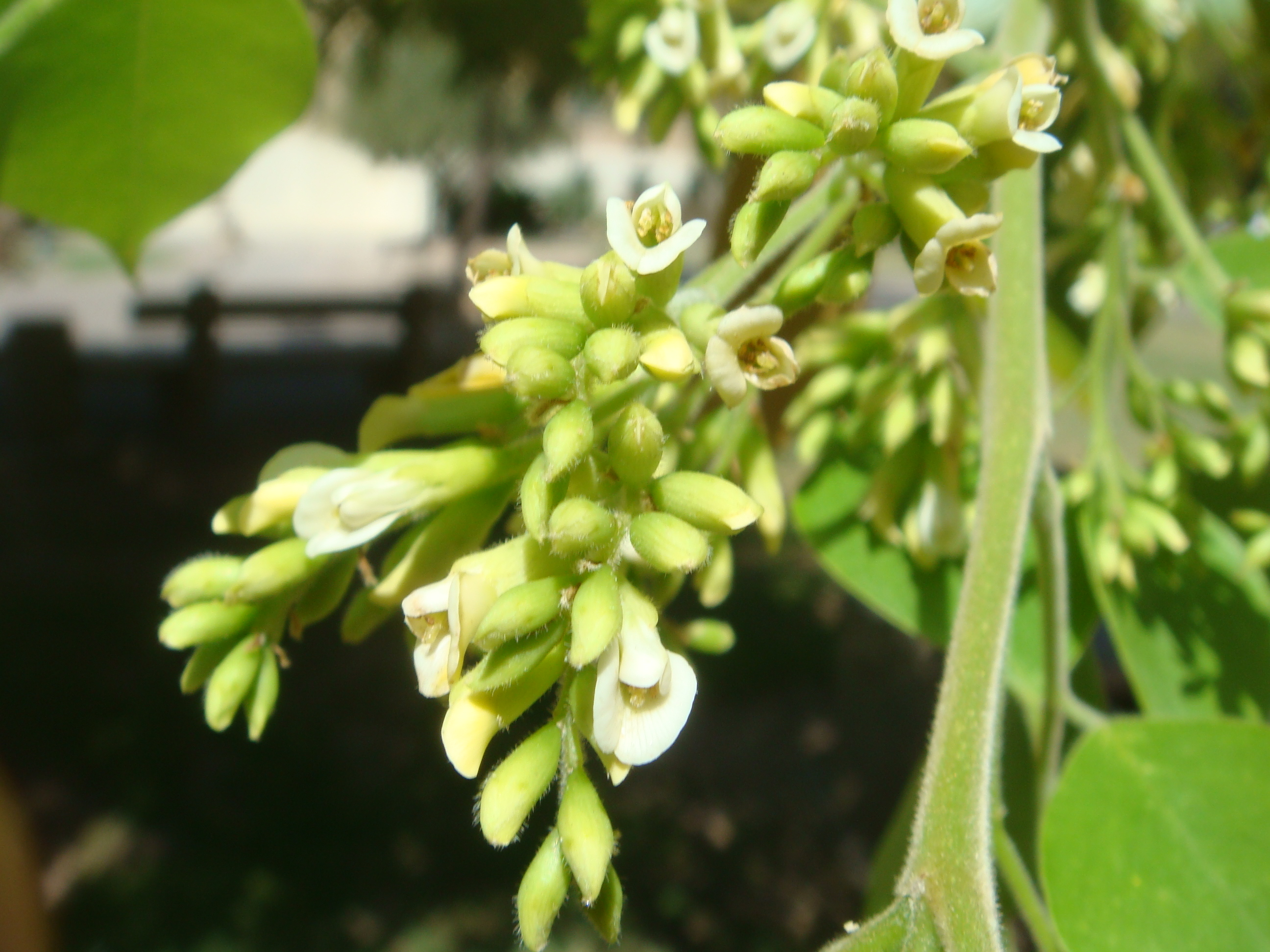
Květy Dalbergia sissoo

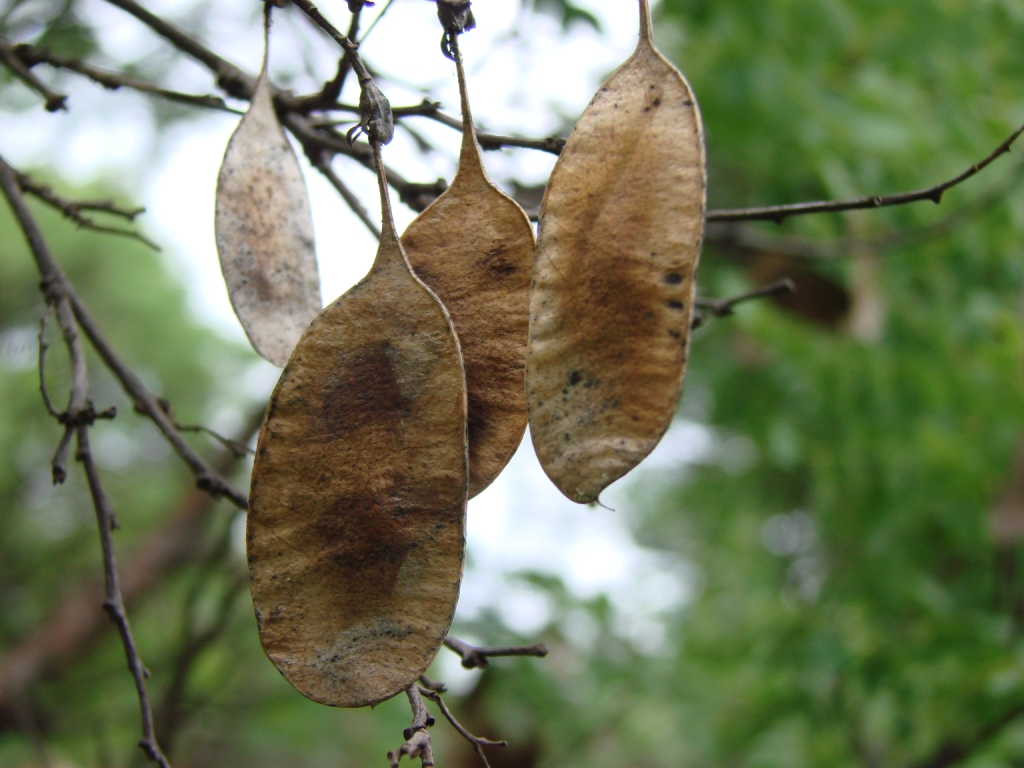
Plody Dalbergia miscolobium

Dalbergie (Dalbergia) je rod rostlin řazený do čeledi bobovité (Fabaceae). Jsou to stromy, keře i liány s nenápadnými květy a lichozpeřenými listy, rozšířené v tropech celého světa. Mnohé druhy poskytují velmi ceněné dekorativní dřevo, známé jako rosewood nebo palisandr. Některé druhy dalbergií jsou také používány v místní medicíně.

## Popis
Dalbergie jsou stromy, keře i dřevnaté liány se střídavými lichozpeřenými listy. Listy jsou nejčastěji složeny pouze z několika lístků, u některých druhů jsou listy jednoduché nebo přesněji řečeno jednolisté. Lístky složených listů bývají nejčastěji střídavé, vzácně vstřícné. Palisty jsou nejčastěji drobné a opadavé. Květenství jsou často bohaté úžlabní nebo vrcholové hrozny či laty. Květy jsou spíše drobné, krátce stopkaté, s klasickou stavbou motýlokvětých rostlin. Kalich je zvonkovitý, s 5 nestejnými cípy. Koruna je nejčastěji bílá nebo zelenavá, řidčeji purpurová. Tyčinek je 9 nebo deset, jednobratrých nebo dvoubratrých. Semeník je stopkatý, s několika vajíčky a krátkou až dlouhou čnělkou s drobnou vrcholovou bliznou. Plodem je nepukavý lusk, který může mít různou podobu od ledvinovitého po čárkovitý a od tenkého křídlatého plodu typu samara až po silně dřevnatý. V plodu je nejčastěji jediné semeno, řidčeji dvě semena v jediné semenné komůrce.

## Rozšíření
Rod dalbergie zahrnuje asi 250 druhů. Je rozšířen v tropech celého světa, s četnými přesahy do subtropických oblastí. Rod je bohatě zastoupen v tropické Africe, Asii i Americe. V subsaharské Africe roste asi 60 druhů, dalších 43 vesměs endemických druhů se vyskytuje na Madagaskaru. V Asii roste celkově asi 100 druhů, největší druhová diverzita je v Indočíně (55 druhů), jihovýchodní Asii (40 druhů) a na Indickém subkontinentu (34 druhů). Z Číny je udáváno 28 druhů. Zastoupení rodu v Austrálii, Tichomoří a v Papuasii je jen malé. Do Austrálie zasahují pouze 2 původní druhy, omezené svým výskytem na sever a severovýchod kontinentu. Některé další druhy (např. Dalbergia sissoo) v Austrálii zdomácněly. 
Jediným druhem, který je rozšířen v tropech Starého i Nového světa, je Dalbergia ecastaphyllum. Je rozšířen v Americe od Floridy po Brazílii a v tropické západní a jihozápadní Africe. Původnost výskytu v Africe bývá někdy zpochybňována. Asijský druh Dalbergia sissoo zdomácněl vlivem pěstování v tropech všech kontinentů.

## Význam
Dalbergie mají hospodářský význam především jako zdroj velmi ceněného tvrdého dřeva. Některé druhy mají využití v medicíně.

### Dřevo
Dalbergie jsou zdrojem velmi kvalitního a žádaného dřeva, které se vyznačuje nejen krásnou texturou a sytou barvou, ale je také tvrdé a přitom dobře opracovatelné. Některé druhy navíc příjemně voní. Povětšině se obchoduje pouze v nevelkém množství a je drahé. Celkem je z celého světa udáváno okolo 15 druhů komerčně významnějších druhů dalbergií. Větší díl dřeva pochází z divoce rostoucích stromů, neboť dalbergie roste pomalu a výtěžnost plantáží je nízká. Nadměrné kácení vedlo k silnému poklesu jejich výskytu. Většina komerčně využívaných druhů je na Červeném seznamu ohrožených druhů IUCN vedena jako zranitelné, některé, např. jihoamerický druh Dalbergia nigra, se ocitly na seznamu CITES a mezinárodní obchod s jejich dřevem je regulován.
Nejznámějším dřevem dalbergie je tzv. africký eben (African Ebony), nazývaný též africké černé dřevo (African Blackwood). Pochází z druhu Dalbergia melanoxylon, rozšířeného na většině území subsaharské Afriky. Toto dřevo bylo používáno již za časů Starověkého Egypta. V současné době je jedním z nejvýše ceněných afrických dřev. Je velmi žádané zejména na výrobu hudebních nástrojů a jejich komponent, neboť se mimo krásného vzhledu a mechanických vlastností vyznačuje i čistotou tónu. Další využití je zejména na různé nástroje, upomínkové a umělecké předměty a nábytek. V Africe se na lokálních tržištích často nabízejí různé skulptury z ebenového dřeva, často i se zachovanou kontrastní světlou bělí. Africký eben je velmi drahé dřevo, v roce 2000 stál metr krychlový tohoto dřeva v průměru přes 10000 amerických dolarů. Největšími vývozci jsou Tanzanie a Mosambik.
Dalbergie Dalbergia sissoo pochází ze severní Indie, kde roste při úpatí Himálají. V současnosti se pěstuje v řadě asijských a afrických zemí a místy i zplaňuje. Zlatohnědé až tmavě hnědé jádrové dřevo je tvrdé, pružné, dobře opracovatelné a velmi dekorativní. Je používáno k nejrůznějším účelům, na ozdobné předměty, k výrobě luxusního nábytku, vycházkových holí, držadel a podobně. Je obchodováno nejčastěji pod jménem Sissoo, řidčeji jako indické růžové dřevo (Indian Rosewood). Podobné využití má i dřevo Dalbergia latifolia, pocházející z tropické Asie od Indie a Nepálu po Indonésii. Oba druhy jsou též používány jako stínící stromy (např. na kávových plantážích) a k znovuzalesňování erodovaných půd.
Mnohé druhy dalbergií pocházejí z Madagaskaru. Některé druhy, zejména Dalbergia greveana, D. baronii a D. louvelii, poskytují velmi kvalitní dřevo s krásnou barvou i strukturou, ceněné zejména na výrobu hudebních nástrojů. Další využití je např. na marketerie, sportovní náčiní, výrobu nábytku a různé drobnější předměty, např. držadla a dřevěné prvky v luxusnějších automobilech. Tato dřeva jsou obchodována pod názvem Madagascar Rosewood nebo také Madagascar Palisander a jednotlivé druhy většinou ani nejsou rozlišovány. Z dalších madagaskarských druhů se v menší míře obchoduje také se dřevem Dalbergia chapelieri, D. chlorocarpa, D. hildebrandtii, D. madagascariensis, D. mollis, D. monticola, D. purpurascens a D. trichocarpa. Kvalitní dřevo má celá řada dalších madagaskarských druhů dalbergií, náležejících mezi ohrožené dřeviny, neboť se jedná o místní endemity s omezeným areálem výskytu.
Také v tropické Americe náležejí dalbergie mezi komerčně významná dřeva. Ze Střední Ameriky pochází Dalbergia stevensonii, obchodovaná pod názvem Honduras Rosewood. Mezi další využívané středoamerické druhy náleží Dalbergia retusa a D. tucurensis. Brazilský druh D. nigra na trzích známý pod názvem Jacaranda, je v současné době na seznamu CITES a je nahrazován jinými dřevy.

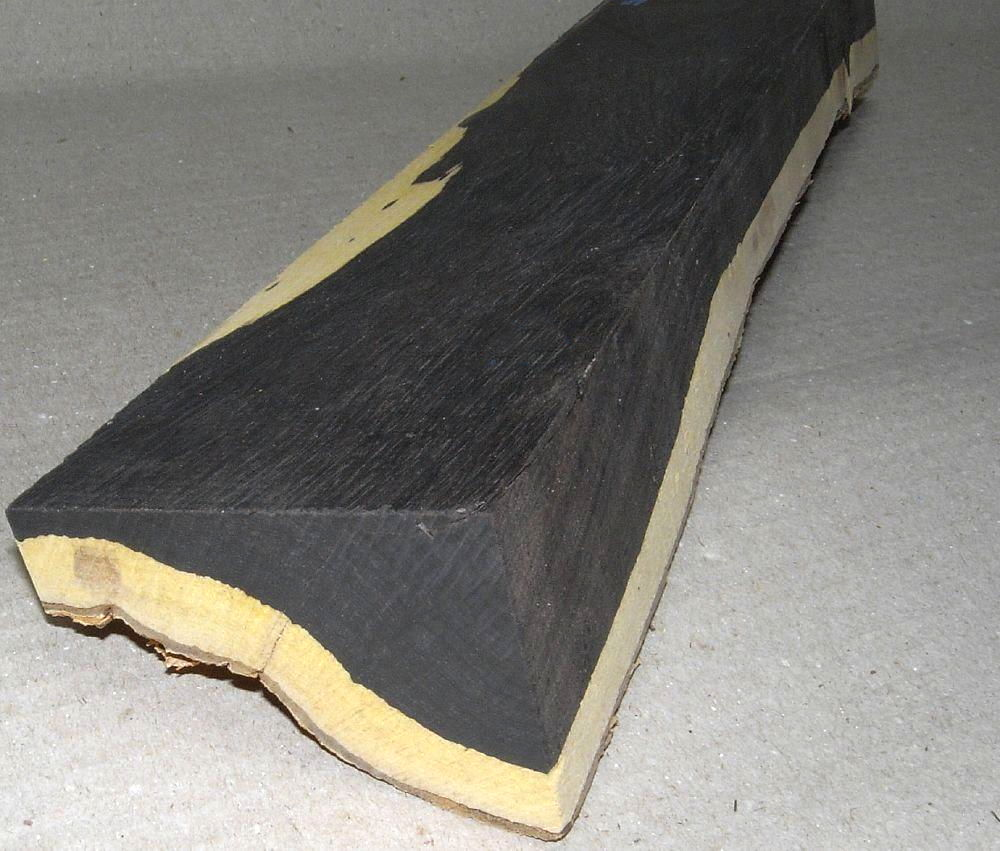
Dřevo Dalbergia melanoxylon, tzv. africký eben
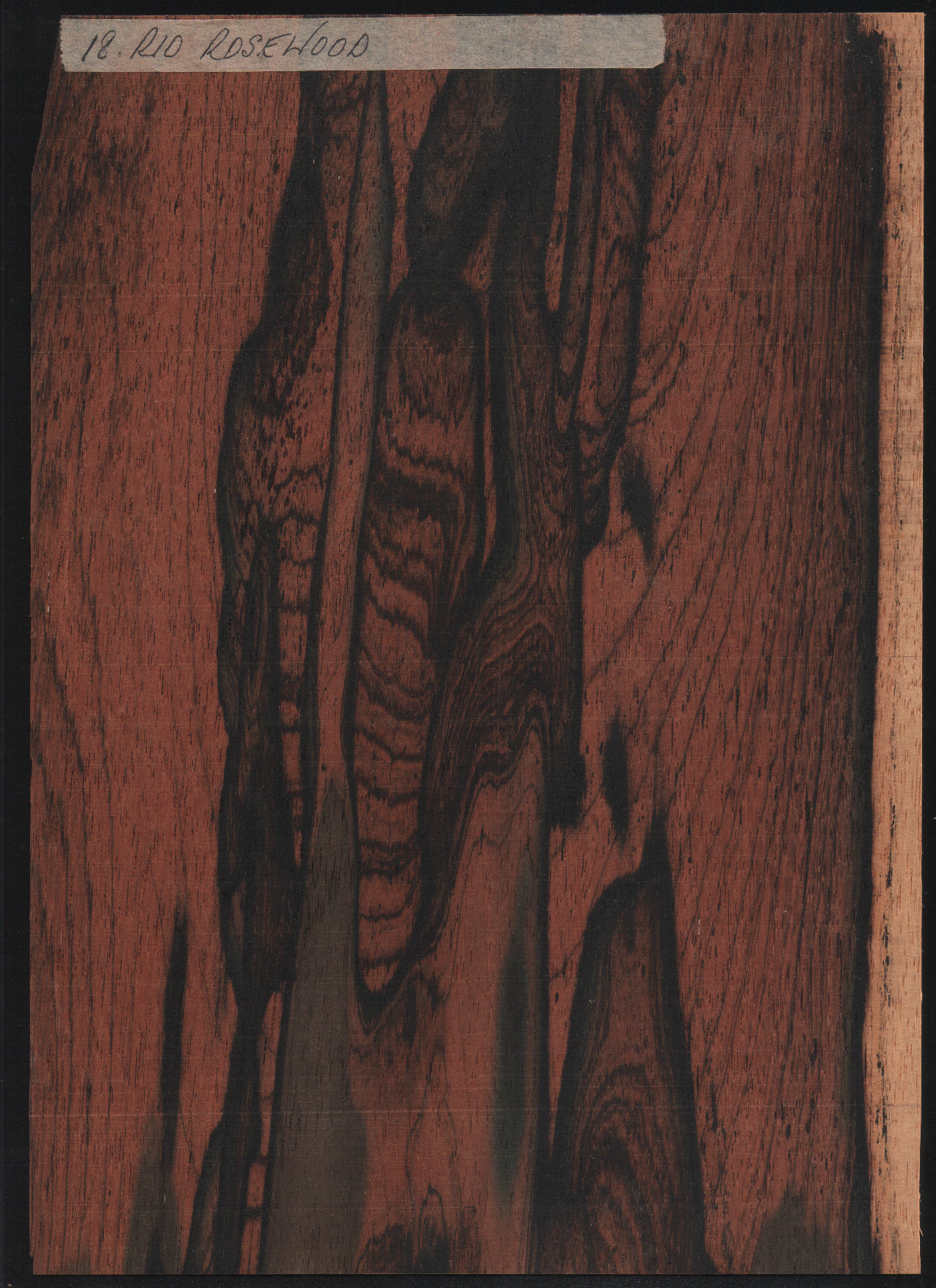
Dřevo Dalbergia nigra
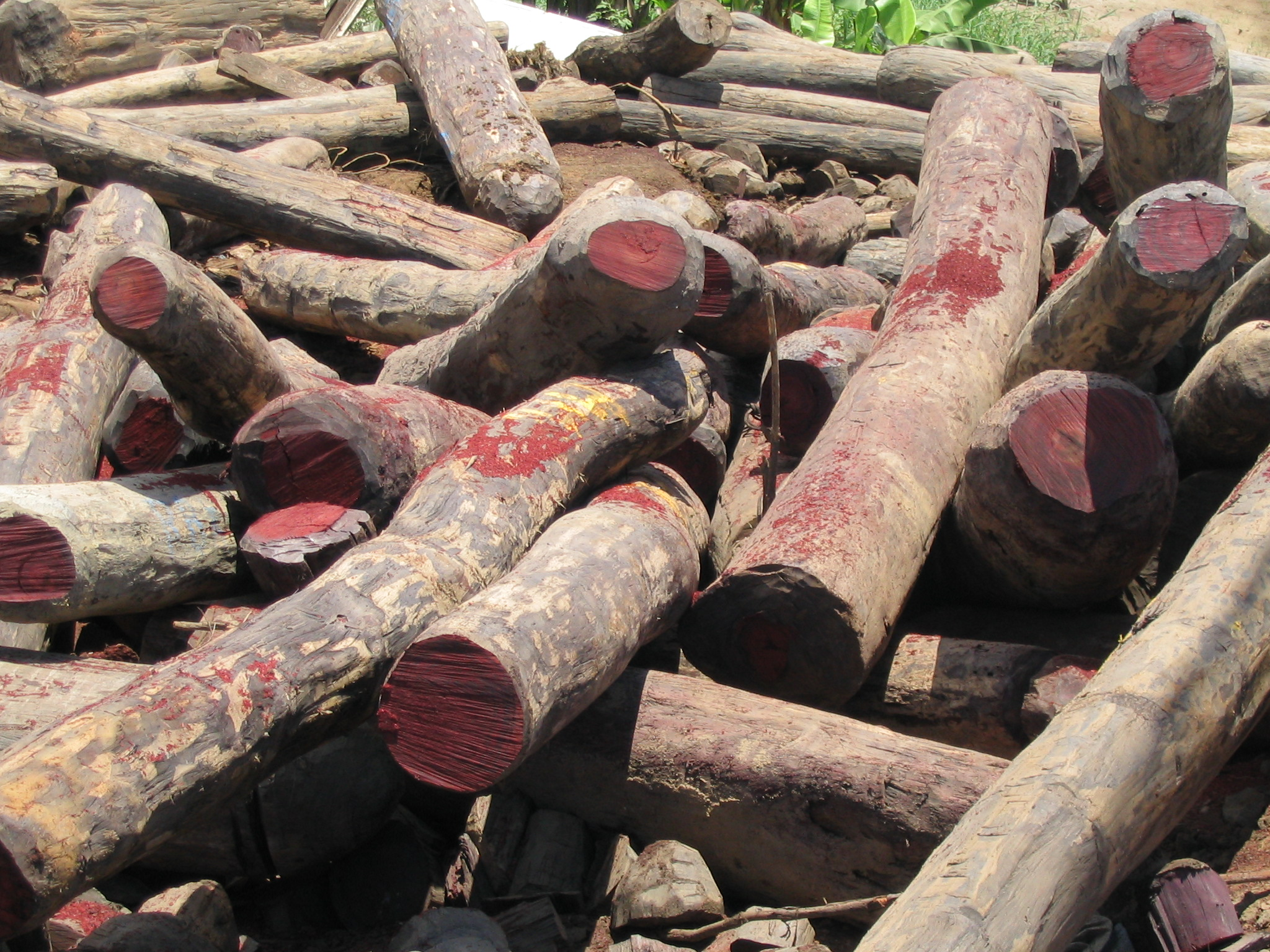
Dřevo dalbergií typu Rosewood

### Lékařství
Dalbergie Dalbergia melanoxylon je v různých afrických zemích používána při ošetřování celé řady onemocnění, zejména průjmů, parazitárních onemocnění a také jako afrodiziakum. Madagaskarský druh Dalbergia chapelieri je používán v tradiční medicíně při léčení parazitárních onemocnění, úplavice a průjmů a pro usnadnění porodů. Kůra se používá k barvení. Také dřevo D. louvelii je používáno v tradiční medicíně při léčení bilharziózy a malárie. Druh Dalbergia greveana je na jihozápadním Madagaskaru považován za posvátný a pasta ze dřeva aplikovaná na tvář je používána proti různým neduhům. Kůra Dalbergia latifolia je v indické tradiční medicíně používána při ošetřování trávicích potíží, průjmů, lepry a proti parazitům. Mezi další druhy využívané v indické medicíně náleží Dalbergia lanceolaria, D. sissoides, D. sissoo, D. sympathetica a D. volubilis.